# HD221419
HD221419 — хімічно пекулярна зоря спектрального класу A6, що має видиму зоряну величину в смузі V приблизно  9,2.
Вона  розташована на відстані близько 743,0 світлових років від Сонця.